# 능곡동 (시흥시)
능곡동(陵谷洞)은 대한민국 경기도 시흥시의 행정동이다.

## 개요
능곡동은 이곳에 조선 문종의 비인 현덕왕후의 묘를 쓰려다가 장소가 좁아 안산시 능안(지금의 목내동)에 예장하였는데, 그 후 능터를 잡았던 곳이라 하여 붙여진 이름이다. 옛날 부락은 뒤일과 목실이 있었다. 군자봉 북쪽 골짜기에 자리잡은 마을이라 하여 뒤일(北谷)이라 부르며, 능곡동 두일을 밖두일이라 불렀고, 장현동 두일을 안두일이라 불렀다. 목실(木實)은 과일나무가 많다는 뜻이다.
시흥시의 남동부에 위치하고 있으며 남쪽으로 안산시와 접해 있으며 국도 제39호선이 남북으로 관통하고 있다. 근처에는 제3경인고속화도로가 있고 소사원시선이 한창 공사 중이다. 현재 15개 아파트단지와 2개의 자연부락으로 구성이 되어 있으며 거주민은 평균적으로 젊고, 고학력의 중산층의 특징을 보이고 있으나 수급자, 노인, 장애인이 세대주인 임대주택의 비중이 타 지역에 비해 높아 경제적으로 양극화되는 경향이 있다.
- 1914년 4월 1일 : 시흥군 수암면 능곡리
- 1989년 1월 1일 : 시흥시 능곡동
- 1991년 1월 15일 : 연성출장소에 편입
- 1991년 9월 1일 : 연성출장소가 연성동으로 승격
- 2010년 9월 20일 : 연성동에서 능곡동으로 분동

## 법정동
- 능곡동
- 화정동
- 군자동
- 광석동

## 교육
- 승지초등학교
- 능곡초등학교
- 능곡중학교
- 시흥능곡고등학교

## 문화
- 류자신 선생 묘 및 신도비

## 주거
| 단지명                   | 건설사                            | 시행사                                        | 주소                       | 입주        | 비고 |
| ------------------------ | --------------------------------- | --------------------------------------------- | -------------------------- | ----------- | ---- |
| 시흥장현 제일풍경채 센텀 | 제일건설㈜ ㈜제이제이건설         | ㈜트러스트투                                  | 장현능곡로 144 (능곡동)    | 2020년 12월 |      |
| 능곡 리슈빌 더 스테이    | 계룡건설산업 케이씨엠엔지니어링㈜ | ㈜계룡대한뉴스테이제1호위탁관리부동산투자회사 | 시흥대로360번길 9 (능곡동) | 2019년 6월  |      |
| 능곡 엘드수목토          | ㈜엘드건설                        | ㈜엘드                                        | 능곡로 133 (능곡동)        | 2008년 10월 |      |
| 능곡 신일해피트리        | ㈜신일                            | 일등건설㈜                                    | 능곡로 120 (능곡동)        | 2009년 6월  |      |
| 능곡 신안인스빌          | ㈜신안종합건설                    | ㈜신안종합건설                                | 승지로 7 (능곡동)          | 2008년 12월 |      |
| 시흥능곡 자연앤          | 티이씨건설㈜                      | 경기주택도시공사                              | 승지로 78 (능곡동)         | 2009년 5월  |      |
| 능곡 상록 힐스테이트     | 현대건설                          | 공무원연금공단                                | 능곡중앙로 33 (능곡동)     | 2008년 11월 |      |